# Fernand du Breil de Pontbriand
Pour les articles homonymes, voir Pontbriand.
Pour les autres membres de la famille, voir Famille du Breil de Pontbriand.
Fernand-Marie du Breil de Pontbriand (9 novembre 1848, Châteaubriant - 26 novembre 1916, Nantes), est un homme politique français.

## Biographie
Fernand-Marie du Breil de Pontbriand est issu d'une famille de la noblesse chevaleresque de Bretagne, la famille du Breil. Il est le fils d'Henri du Breil de Pontbriand (1815-1878) et d'Adélaïde Brossays du Canfer. Il est le grand-oncle de Michel de Pontbriand.
Après avoir obtenu sa licence en droit à la Faculté de droit de Rennes, il devient lieutenant des mobiles d'Ille-et-Vilaine. Maire d'Erbray et conseiller général en 1883, il est député monarchiste et antijuif de la Loire-Inférieure de 1889 à 1901, puis sénateur de la Loire-Inférieure de 1901 à 1916.
En 1896, il a accepté de faire partie d'une commission chargée de départager les candidats à un concours organisé par La Libre Parole d'Édouard Drumont « sur les moyens pratiques d'arriver à l'anéantissement de la puissance juive en France ».

### Sources
- « Fernand du Breil de Pontbriand », dans le Dictionnaire des parlementaires français (1889-1940), sous la direction de Jean Jolly, PUF, 1960 [détail de l’édition]